# Andrzejewo (gromada)
Andrzejewo – dawna gromada, czyli najmniejsza jednostka podziału terytorialnego Polskiej Rzeczypospolitej Ludowej w latach 1954–1972.
Gromady, z gromadzkimi radami narodowymi (GRN) jako organami władzy najniższego stopnia na wsi, funkcjonowały od reformy reorganizującej administrację wiejską przeprowadzonej jesienią 1954 do momentu ich zniesienia z dniem 1 stycznia 1973, tym samym wypierając organizację gminną w latach 1954-1972.
Gromadę Andrzejewo z siedzibą GRN w Andrzejewie utworzono – jako jedną z 8759 gromad na obszarze Polski – w powiecie ostrowskim w woj. warszawskim, na mocy uchwały nr VI/10/11/54 WRN w Warszawie z dnia 5 października 1954. W skład jednostki weszły obszary dotychczasowych gromad Andrzejewo, Łętownica parcele, Pieńki-Żaki, Przeździecko-Grzymki, Przeździecko-Jachy i Załuski-Lipniewo ze zniesionej gminy Warchoły oraz obszar dotychczasowej gromady Jabłonowo-Klacze ze zniesionej gminy Szulborze-Koty w tymże powiecie. Dla gromady ustalono 19 członków gromadzkiej rady narodowej.
1 stycznia 1959 do gromady Andrzejewo przyłączono obszar zniesionej gromady Zaręby-Bolędy (bez wsi Dmochy-Wochy, Dmochy-Mrozy i Dmochy-Sadły oraz kolonii Dmochy-Kudły i Dmochy-Przeczki), przyłączonej tego samego dnia do powiatu ostrowskiego i woj. warszawskiego z powiatu wysokomazowieckigo w woj. białostockim.
31 grudnia 1959 do gromady Andrzejewo przyłączono (a) wsie Ruskołęki Nowe i Ruskołęki Parcele ze znoszonej gromady Ruskołęki Stare oraz (b) wsie Olszewo-Cechny, Pieńki-Sobótki i Pieńki Wielkie ze znoszonej gromady Godlewo-Gorzejewo w powiecie ostrowskim w woj. warszawskim, a także (c) wsie Ołdaki-Polonia i Przeździecko-Lenarty ze znoszonej gromady Przeździecko-Mroczki oraz (d) wieś Ołdaki-Grodzisk ze znoszonej gromady Skarżyn Stary w powiecie zambrowskim w woj. białostockim.
Gromada przetrwała do końca 1972 roku, czyli do kolejnej reformy gminnej. 1 stycznia 1973 w powiecie ostrowskim utworzono gminę Andrzejewo.